# Токарівська селищна рада
Токарі́вська се́лищна ра́да — орган місцевого самоврядування в Веселинівському районі Миколаївської області. Адміністративний центр — селище міського типу Токарівка.

## Загальні відомості
- Кудрявцівська селищна рада утворена в 1976 році.
- У 2016 році назву ради змінено на «Токарівська селищна рада»[1].
- Територія ради: 4,29 км²
- Населення ради: 3 361 особа (станом на 2001 рік)

## Населені пункти
Селищній раді підпорядковані населені пункти:
- смт Токарівка
- с. Бондарівка
- с. Виноградівка
- с. Воронівка
- с. Михайлівка
- с. Новомиколаївка
- с. Новопавлівка

## Склад ради
Рада складається з 20 депутатів та голови.
- Голова ради: Слепендяєва Галина Михайлівна
- Секретар ради: Соколенко Антоніна Сергіївна

### Керівний склад попередніх скликань
| ПІБ                            | Основні відомості                                                        | Дата обрання | Дата звільнення |
| ------------------------------ | ------------------------------------------------------------------------ | ------------ | --------------- |
| Літвінова Валентина Миколаївна | Селищний голова, 1963 року народження, освіта вища, член Народної партії | 26.03.2006   | 31.10.2010      |
| Літвінова Валентина Миколаївна | Селищний голова, 1963 року народження, освіта вища, член Партії регіонів | 31.10.2010   | 09.09.2012      |
| Слепендяєва Галина Михайлівна  | Селищний голова, 1964 року народження, освіта вища, позапартійна         | 09.09.2012   |                 |

Примітка: таблиця складена за даними сайту Верховної Ради України

### Депутати
За результатами місцевих виборів 2010 року депутатами ради стали:
- Кількість депутатських мандатів у раді: 20
- Кількість депутатських мандатів, отриманих кандидатами у депутати за результатами виборів: 19
- Кількість депутатських мандатів у раді, що залишаються вакантними: 1

#### За суб'єктами висування
| Суб'єкт висування           | Кількість обраних депутатів | %    |
| --------------------------- | --------------------------- | ---- |
| Самовисування               | 11                          | 57,9 |
| Партія регіонів             | 5                           | 26,3 |
| Комуністична партія України | 3                           | 15,8 |

#### За округами
| № округу                    | Прізвище, ім'я, по батькові       | Дата визнання обраним | Освіта                  | Партійна приналежність                        | Відомості про обраного депутата                                     |
| --------------------------- | --------------------------------- | --------------------- | ----------------------- | --------------------------------------------- | ------------------------------------------------------------------- |
| Комуністична партія України |                                   |                       |                         |                                               |                                                                     |
| 1                           | Шумейко Анатолій Афанасійович     | 04.11.2010            | Освіта вища             | член Комуністичної партії України             | Станція Колосівка, начальник тягової підстанції                     |
| 8                           | Стрельбицька Лариса Володимирівна | 04.11.2010            | Освіта вища             | член Комуністичної партії України             | Кудрявцівська загальноосвітня школа I-III ст., вчитель              |
| 18                          | Стащенко Зоя Іванівна             | 04.11.2010            | Освіта середня          | член Комуністичної партії України             | пенсіонер                                                           |
| Партія регіонів             |                                   |                       |                         |                                               |                                                                     |
| 4                           | Климченко Наталія Олександрівна   | 04.11.2010            | Освіта середня          | член Партії регіонів                          | підприємець                                                         |
| 5                           | Ніколаєва Ганна Олексіївна        | 04.11.2010            | Освіта вища             | член Партії регіонів                          | Кудрявцівська загальноосвітня школа I-III ст., директор школи       |
| 13                          | Міхно Наталія Аркадіївна          | 04.11.2010            | Освіта вища             | член Партії регіонів                          | пенсіонер                                                           |
| 15                          | Соколенко Антоніна Сергіївна      | 04.11.2010            | Освіта вища             | член Партії регіонів                          | Кудрявцівська селищна рада, секретар                                |
| 16                          | Козмінчук Віктор Іванович         | 04.11.2010            | Освіта вища             | член Партії регіонів                          | Станція Колосівка, черговий по станції                              |
| Самовисування               |                                   |                       |                         |                                               |                                                                     |
| 2                           | Стаценко Євгенія Володимирівна    | 28.01.2013            | Освіта вища             | член Партії регіонів                          | Кудрявцівська селищна рада, керуючий справами (секретаря) виконкому |
| 3                           | Бігунець Сніжана Євгеніївна       | 04.11.2010            | Освіта вища             | член Всеукраїнського об'єднання «Батьківщина» | ТОВ «Колосівський елеватор», юрист                                  |
| 6                           | Чумеченко Олег Миколайович        | 04.11.2010            | Освіта вища             | член Всеукраїнського об'єднання «Батьківщина» | підприємець                                                         |
| 7                           | Мєшков Руслан Петрович            | 04.11.2010            | Освіта середня          | позапартійний                                 | підприємець                                                         |
| 9                           | Рябчук Людмила Миколаївна         | 04.11.2010            | Освіта вища             | позапартійна                                  | Кудрявцівська загальноосвітня школа I-III ст., вчитель              |
| 10                          | Рисович Наталія Борисівна         | 04.11.2010            | Освіта вища             | позапартійна                                  | Кудрявцівська селищна рада, начальник ВОС                           |
| 11                          | Міхно Любов Йосипівна             | 04.11.2010            | Освіта вища             | позапартійна                                  | тимчасово не працює                                                 |
| 14                          | Горбенко Оксана Григорівна        | 01.10.2012            | Освіта незакінчена вища | член Партії регіонів                          | Кудрявцівська селищна рада, бібліотекар                             |
| 17                          | Зайченко Наталія Олександрівна    | 12.08.2013            | Освіта середня          | член Партії регіонів                          | Виноградівська сільська бібліотека, бібліотекар                     |
| 19                          | Перегняк Павло Григорович         | 31.12.2012            | Освіта вища             | член Партії регіонів                          | пенсіонер                                                           |
| 20                          | Дробін Леонід Григорович          | 04.11.2010            | Освіта середня          | позапартійний                                 | ТОВ «Колосівський елеватор», виконроб                               |